# Bonifaci d'Àfrica
Bonifaci (llatí: Bonifacius) va ser un general romà probablement d'origen traci.
Es va distingir a la primera part de la seva carrera pública per la seva administració competent i justa a diverses magistratures i per la seva activitat contra els bàrbars, especialment a Massília contra el rei got Ataülf l'any 413.
Va buscar l'amistat d'Agustí d'Hipona per reforçar la legislació imperial i contra la secta dels donatistes. Després de la mort de la seva dona es va voler suïcidar i es va mostrar contrari a les activitats militars, i Agustí va calmar amb prudència les seves pretensions, recomanant-li que es dediqués només a una guerra defensiva contra els bàrbars, guerra que va continuar contra els bàrbars visigots els anys 417 i 418. Es va casar després amb una rica dama arriana anomenada Pelàgia, i encara que va mantenir les seves conviccions catòliques, sembla que la seva dona va tenir una certa influència sobre ell. La seva dona es va haver de convertir però els fills van poder ser batejats com arrians. Agustí diu que després va conviure amb diverses concubines.
L'any 422 les seves forces van participar en l'expedició a Hispània contra els vàndals, dirigida per Castí (Castinus), que era el seu rival polític. Bonifaci comptava amb el suport de Gal·la Placídia, però l'actuació insolent de Castí el va fer renunciar al comandament de l'exèrcit.
L'emperador Honori va morir l'any 423 i Bonifaci va ser nomenat tribú i comes d'Àfrica sota el govern de Valentinià III (424-455). Bonifaci es va negar a reconèixer Joan el Secretari, i va reconèixer com Emperadriu a Gal·la Placídia. El general Flavi Aeci, per a eliminar-lo, va convèncer a Gal·la per destituir-lo l'any 427, i alhora va convèncer a Bonifaci per oposar-se a la seva destitució. Bonifaci va caure a la trampa, i quan li va ser comunicat el seu cessament es va rebel·lar i contra ell Flavi Fèlix va enviar un exèrcit, el mateix any 427. Per ajudar-lo en la seva empresa, Bonifaci va buscar l'aliança dels vàndals, establerts com a confederats a la Bètica, als quals va demanar que enviessin tropes a Àfrica.
El 428 els vàndals i els alans es van unir sota Genseric, que va traslladar tot el seu poble, uns 20.000 guerrers, a Tarifa i va creuar d'Hispània a Mauretània sense oposició, i arribant a Numídia on amb l'ajut dels amazics i de la secta dels donatistes (que havien estat sotmesos a persecució) van arraconar Bonifaci a Hippo Regius el 430, on va quedar assetjat resistint 14 mesos i finalment en 431 va intentar una batalla decisiva en la què els vàndals el van derrotar. Bonifaci va poder fugir a Itàlia amb gran part dels habitants de la ciutat, fins a Roma, on va recobrar el favor de Placídia que el va acollir benèvolament i li va donar el rang de Patrici i Magister Militum i es va guanyar l'enemistat d'Aeci, qui desposseït del seu comandament militar acusat de traïció se'n va anar amb el seu exèrcit d'huns cap a Pannònia. El 432, creient que la seva caiguda era imminent es va enfrontar a Bonifaci la batalla de Rimini, en la que Bonifaci vencé però fou ferit de mort, morint uns mesos després. Aeci va escapar a Pannònia i va viatjar a la cort de Rues, el rei dels huns i amb la seva ajuda va tornar al poder, rebent el títol de comes et magister utriusque miliciae. Aetius va tenir llavors el gendre de Bonifaci, Sebastià, que havia succeït a Bonifaci com a magister militum, exiliat d'Itàlia a Constantinoble, va comprar les propietats de Bonifaci i es va casar amb la seva vídua Pelàgia.
La font principal per aquest personatge es Procopi, De Bello Vandalum, i també Olimpiòdor de Tebes, Ιστορικοὶ λόγοι, i Agustí d'Hipona.